# 1604 en philosophie
Chronologie de la philosophie
- 1600
- 1601
- 1602
- 1603
- 1604
- 1605
- 1606
- 1607
- 1608

L’année 1604 a été marquée, en philosophie, par les événements suivants :

## Publications
- Scipion Dupleix :  La Suite de la Physiqve ou science naturelle contenant la cognoissance de l’âme, Paris, 1604.

- Clemens Timpler : Metaphysicae systema methodicum. Steinfurt, 1604.

## Décès
- 22 octobre à Medina del Campo : Domingo Báñez, (né à Valladolid le 29 février 1528 ) frère dominicain et théologien espagnol.